# 莫斯科动力学院

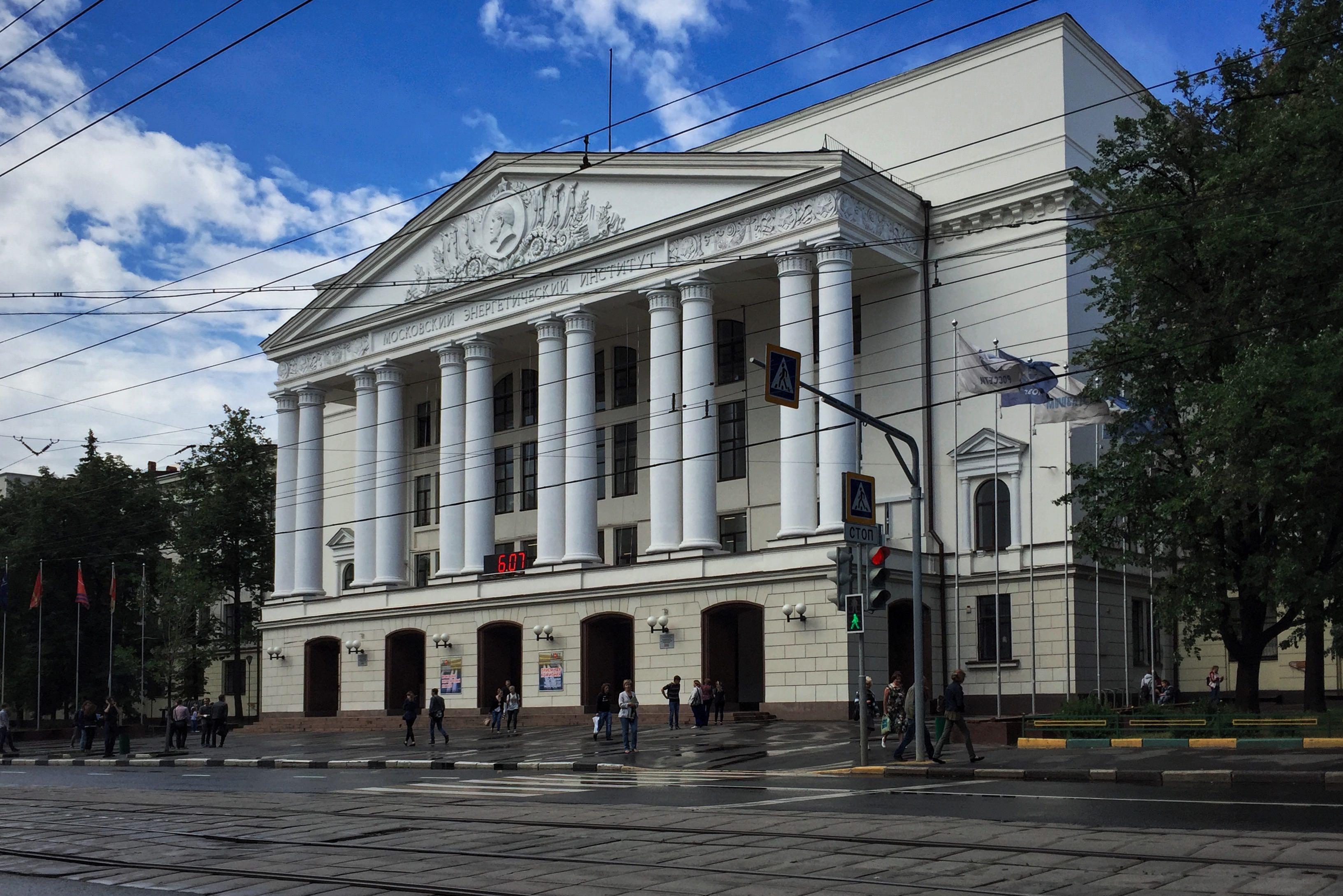

莫斯科动力学院（俄语：Московский энергетический институт）是一所位于俄罗斯莫斯科列福尔托沃区的大学，主要领域涉及电力工程学、电子和信息技术。

## 校史
1930年，为了适应工业化对工程师的需求，苏联最高经济会议下令将鲍曼莫斯科国立技术大学与俄罗斯普列汉诺夫经济大学分割成多个学院，并将其中相关院系合并成立了莫斯科动力学院。
2024年，在中国海南省文昌市举行海南莫斯科动力大学奠基仪式。

## 校友
- 李鹏，中国国务院前总理
- 伊利埃斯库，罗马尼亚首任总统